# Nazareth (Pennsylvania)
Nazareth è un comune degli Stati Uniti d'America, nella contea di Northampton nello Stato della Pennsylvania. Ha 5 746 abitanti al censimento del 2010. Il nome della città è ispirato da quello della località biblica di Nazaret (Nazareth in lingua inglese), dove abitò Gesù.
Nazareth è conosciuta soprattutto per il circuito automobilistico che vi sorge (la Nazareth Speedway), una pista ovale, utilizzata per le competizioni di Formula CART (oggi Champ Car). Il circuito è stato chiuso nel 2004. È nota anche per essere la città dove risiede e ha avuto origine la fabbrica di chitarre acustiche C. F. Martin & Company.
Inoltre, vi abitano i due piloti Mario Andretti e suo figlio Michael Andretti.